# Emil Larsson (regissör)
Emil Daniel Larsson, född 11 mars 1979 i Helsingborg, är en svensk regissör och filmproducent. Han ingår i Sorgenfri Entertainment-kollektivet och driver produktionsbolaget Dansk Skalle tillsammans med Martin Jern.

## Regi
- 2001 - Generation: Robinson
- 2003 - I Love Johan
- 2004 - Fjorton suger
- 2006 - Du & jag
- 2011 - Odjuret

## Producent
- 2004 - Fjorton suger
- 2006 - Du & jag
- 2009 – Knäcka
- 2009 - Mañana
- 2011 - Odjuret
- 2017 – Rum 213